# Epithalamus

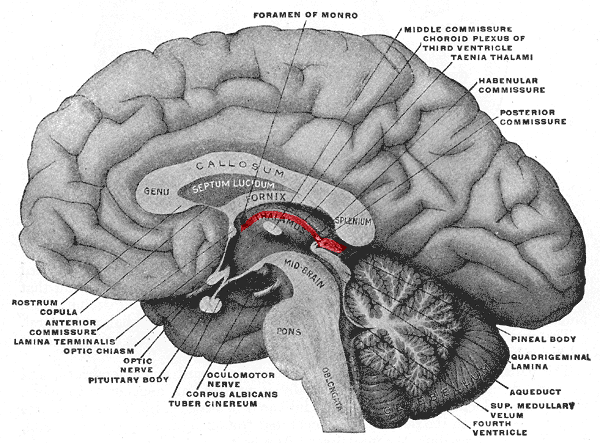
Epithalamus (rot)

Der Epithalamus ist ein Teil des Zwischenhirns (Diencephalon). Er liegt dorsal des Thalamus am III. Ventrikel. Zum Epithalamus gehören humananatomisch (TA)
neben den unpaaren zirkumventrikulären Organen
- Zirbeldrüse (Epiphyse, Corpus pineale, Glandula pinealis)
- Subcommissuralorgan (Organum subcommissurale)

und den gegenseitig verbindenden Faserzügen
- Commissura habenularum
- Commissura posterior (Commissura epithalamica)

beiderseits die regionalen Kerngebiete von
- Habenulae (Zügel), als Nucleus habenularis medialis und lateralis
- Area pretectalis, mit mehreren verschieden abgegrenzten Nuclei pretectales

Die Zirbeldrüse oder Epiphyse nimmt bei der Einordnung der Organe eine Zwischenstellung zwischen Zentralnervensystem und Endokrinen Organen ein. Sie spielt eine wichtige Rolle bei der Steuerung von zirkadianen (Tag-Nacht) und jahreszeitlichen Rhythmen und wird daher auch zum photoneuroendokrinen System gezählt.
Die Habenulae oder Epiphysenstiele enthalten jederseits dünne Faserzüge, über welche die Epiphyse verbunden ist (in der Fortsetzung als Stria medullaris thalami auch mit dem Thalamus). Daneben finden sich hier die je zwei Nuclei habenulares, die u. a. als Umschaltstation für Bahnen des olfaktorischen Systems dienen, welche das Riechhirn mit den autonomen Zentren im Hirnstamm verbinden. Die Habenulakerne erhalten Afferenzen aus olfaktorischen Zentren über die Striae medullares (thalami) und zusätzlich über die  Stria terminalis von der Amygdala. Über die Commissura habenularum sind die Nuclei habenulares beider Seiten miteinander verbunden.
Die Area pretectalis, auch Pretectum genannt, grenzt an das Mittelhirn und enthält mehrere verschiedene Kerngebiete, die Nuclei pretectales. Im Einzelnen werden jederseits meist sieben Kerne abgegrenzt, die allesamt direkte Afferenzen aus der Retina erhalten, zum Teil auch von photosensitiven Ganglienzellen. Insbesondere vom Nucleus pretectalis olivaris gehen Efferenzen aus, die zur reflektorischen Verengung der Pupille bei Lichteinfall beitragen. Da einige dieser Efferenzen über die Commissura posterior zur anderen Seite kreuzen (zum Edinger-Westphal-Kern der Gegenseite), verengen sich beide Pupillen immer gleichzeitig (sog. konsensuelle Antwort) beim Pupillenlichtreflex.
Die Commissura posterior epithalamica ist eine Querverbindung nicht nur für Efferenzen von prätektalen Kernen, sondern vornehmlich der gegenseitigen Colliculi superiores (bei Tieren: Colliculi rostrales) in der Lamina tecti – dem Dach des Mittelhirns (Tectum mesencephali; bei Vögeln: Tectum opticum) – und für die optische Koordination reflektorischer Augenbewegungen wesentlich.
Das Subcommissuralorgan liegt unter der Commissura posterior im Dach des III. Ventrikels. Seine Ependymzellen sezernieren u. a. ein fädiges Glykoprotein (Reissner-Faden) in den inneren Liquorraum, das womöglich in der Embryonalentwicklung von Chordatieren eine Rolle spielt.